# Arctia sibirica
Arctia sibirica är en fjärilsart som beskrevs av Heyne 1899. Arctia sibirica ingår i släktet Arctia och familjen björnspinnare. Inga underarter finns listade i Catalogue of Life.